# 1962年鐵路
此條目列出1962年發生有關鐵路運輸的事件。

## 事件

### 1月
- 1月4日：紐約地鐵引入無人駕駛列車。
- 1月12日：維也納城市快鐵S1線（英语：S1 (Vienna)）通車。
- 1月23日：營團地下鐵荻窪線由南阿佐谷站延長至荻窪站。
- 1月28日：華盛頓有軌電車（英语：streetcars in Washington, D.C.）停運[1][2]。

### 3月
- 3月21日：名古屋鐵道猴子公園單軌電車線通車。
- 3月23日：營團地下鐵荻窪線由中野富士見町站延長至方南町站，全線通車。
- 3月24日：西雅圖中央單軌電車（英语：Seattle Center Monorail）通車。

### 5月
- 5月3日：發生三河島事故，造成160人死亡，296人受傷。
- 5月22日：巴黎－斯特拉斯堡鐵路全線電氣化。
- 5月23日：蒙特利爾地鐵開始進行挖掘。
- 5月31日：營團地下鐵日比谷線由南千住站延長至北千住站，由仲御徒町站延長至人形町站，並開始與東武鐵道伊勢崎線直通運行。都營地下鐵1號線由淺草橋站延長至東日本橋站。

### 9月
- 9月30日：都營地下鐵1號線由東日本橋站延長至人形町站。

### 10月
- 10月28日：芝加哥地鐵湖街高架通車。

### 12月
- 12月：蘭新鐵路通車。
- 12月11日：大阪市營地下鐵中央線通車。